# Kolenc
Kolenc je 95. najbolj pogost priimek v Sloveniji, ki ga je po podatkih Statističnega urada Republike Slovenije na dan 31. decembra 2007 uporabljalo 1.362 oseb.

## Znani nosilci priimka
- Ado Kolenc, zdravnik
- Aljoša Kolenc (*1959), arhitekt (član NSK-"Graditelji"), gledališki scenograf, filozof-psihoanalitik
- Ana Kolenc (*1950), prof. slov. jezika in književnosti, etnologinja, soustanoviteljica Družinskega gledališča Kolenc
- Anton Kolenc (1868—1922), trgovec, podjetnik, mecen
- Barbara Novakovič Kolenc (*1963), režiserka, producentka in kustosinja
- Bara Kolenc (*1978), koreografka, performerka, večmedijska umetnica; dr. filozofije
- Cvetka Kolenc (por. Cvetka Mrak) (1928—201?), novinarka ...
- Črtomir Kolenc (1914—2001), pravnik in kulturnopolitični delavec v Kopru
- Diana Kolenc (*1999), igralka
- Drago Kolenc (*1941), domoznanec, publicist, avtor vodnikov po Notranjskem ...
- Franc Kolenc (1903—1985), duhovnik, pisatelj in publicist
- Igor Kolenc (*1959), župan Občine Izola (2010-18)
- Ivan Kolenc, španski borec
- Jaka Kolenc (*1994), nogometaš
- Janez Kolenc (1922—2014), pesnik, pisatelj, literarni publicist (slavist, sršol. prof.)
- Janez Kolenc (1955—2012), sociolog, strokovnjak za politično kulturo
- Jože Kolenc (*1956), policist - specialec, eden vodilnih osamosvojiteljev
- Jurij Kolenc (*1944), prometni tehnolog, logistik, univ. prof.
- Karmen Kolenc Kolnik (*1957), geografinja, univ. prof.
- Katarina Kolenc (*1994), fotografinja, vizualna umetnica
- Leon Kolenc, glasbenik
- Marko Kolenc (1922—2008), zdravnik ginekolog in porodničar
- Martin Kolenc (1906—2001) zdravnik primarij
- Matevž Kolenc, skladatelj, producent, instrumentalist, elektronski glasb.- režiser zvoka
- Petra Kolenc, bibliotekarka, kulturna zgodovinarka Goriške
- Riko Kolenc (1916—2001), pravnik, tožilec, funkcionar UDV, politik (republiški sekretar za notranje zadeve)
- Sandi Kolenc - "Koli" (1965—2017), hard-rock pevec
- Stanko Kolenc (1909—1998), kipar, likovni pedagog
- Marija Kolenc (*1967), prevajalka, profesorica